# Der Facility Manager
Der Facility Manager ist eine Fachzeitschrift im Bereich Facilitymanagement, herausgegeben von der FORUM Zeitschriften und Spezialmedien GmbH, einem Tochterunternehmen der Forum Media Group. Die Erstausgabe erschien im Jahre 1994. Die durchschnittliche Auflagenhöhe liegt bei 10.000 Exemplaren per Ausgabe, davon werden rund 70 Prozent als Freistücke verbreitet.

## Kurzbeschreibung
Unter dem Motto „Gebäude und Anlagen besser planen, bauen und bewirtschaften“ zeigt die Zeitschrift Lösungen auf und gibt Handlungsempfehlungen für Unternehmensorganisation und Praxis des Immobilien- und Liegenschaftsbetriebs. Pro Jahr erscheinen zehn Ausgaben sowie vier Marktübersichten, ein Jahrbuch und in Zusammenarbeit mit den Schwestermagazinen industrieBAU und hotelbau vier Kompendien:
- Marktübersicht CAFM-Software
- Marktübersicht der Facility Services Anbieter
- Marktübersicht der FM-Beratungsunternehmen
- Jahrbuch Smart Building
- Zutritts-Kompendium
- Trinkwasser-Kompendium
- Kompendium Energiemanagement-Software
- Kompendium Klimatechnik (Wärme-Kühlsätze, VFR, Wärmepumpen)[2]

Der FM-Anwenderpreis prämiert jährlich Konzepte und Leistungen im Bereich Facilitymanagement.
Zur Zielgruppe gehören Facilitymanager bzw. Verantwortliche für Gebäudemanagement und Gebäudetechnik in Unternehmen und Verwaltungen mit Immobilienbesitz, kaufmännische Leiter, Architekten und Ingenieure, Planungs- und Dienstleistungsbüros aus dem Bereich Gebäudemanagement und -planung, Hersteller und Zulieferbetriebe aus den Bereichen Gebäudetechnik und -ausstattung sowie Studenten des Facilitymanagement.
Die Zeitschrift ist Medienpartner bei mehreren Veranstaltungen des Facilitymanagements, z. B. der CAFM-Messe& Kongress (Fulda), der Bundesfachtagung Betreiberverantwortung (Fulda) oder der BIM-Tage Deutschland (Berlin).
Außerdem engagiert sich die Zeitschrift  im Rahmen einer Wissenswerkstatt bei der Vermittlung von Basiswissen zu CAFM durch Online-Seminare.